# Vitalius dubius
Vitalius dubius là một loài nhện trong họ Theraphosidae.
Loài này thuộc chi Vitalius. Vitalius dubius được Cândido Firmino de Mello-Leitão miêu tả năm 1923.